# Анекдоти (фільм, 1990)
«Анекдоти» (рос. «Анекдоты») — російський радянський комедійний фільм 1990 року режисера Віктора Титова.

## Сюжет
Василь Кутузов має один дуже небезпечний талант. За прикладом багатьох зі своєї родини він придумує смішні та їдкі анекдоти. Коли ж влада вирішує, що він став занадто небезпечний, героя поміщають у психлікарню, де намагаються вибити з нього цю звичку. Та Василь не здається і веселить інших пацієнтів своїми історіями.